# Mordellistena amurensis
Mordellistena amurensis là một loài bọ cánh cứng trong họ Mordellidae. Loài này được Horák miêu tả khoa học năm 1982.

## Hình ảnh

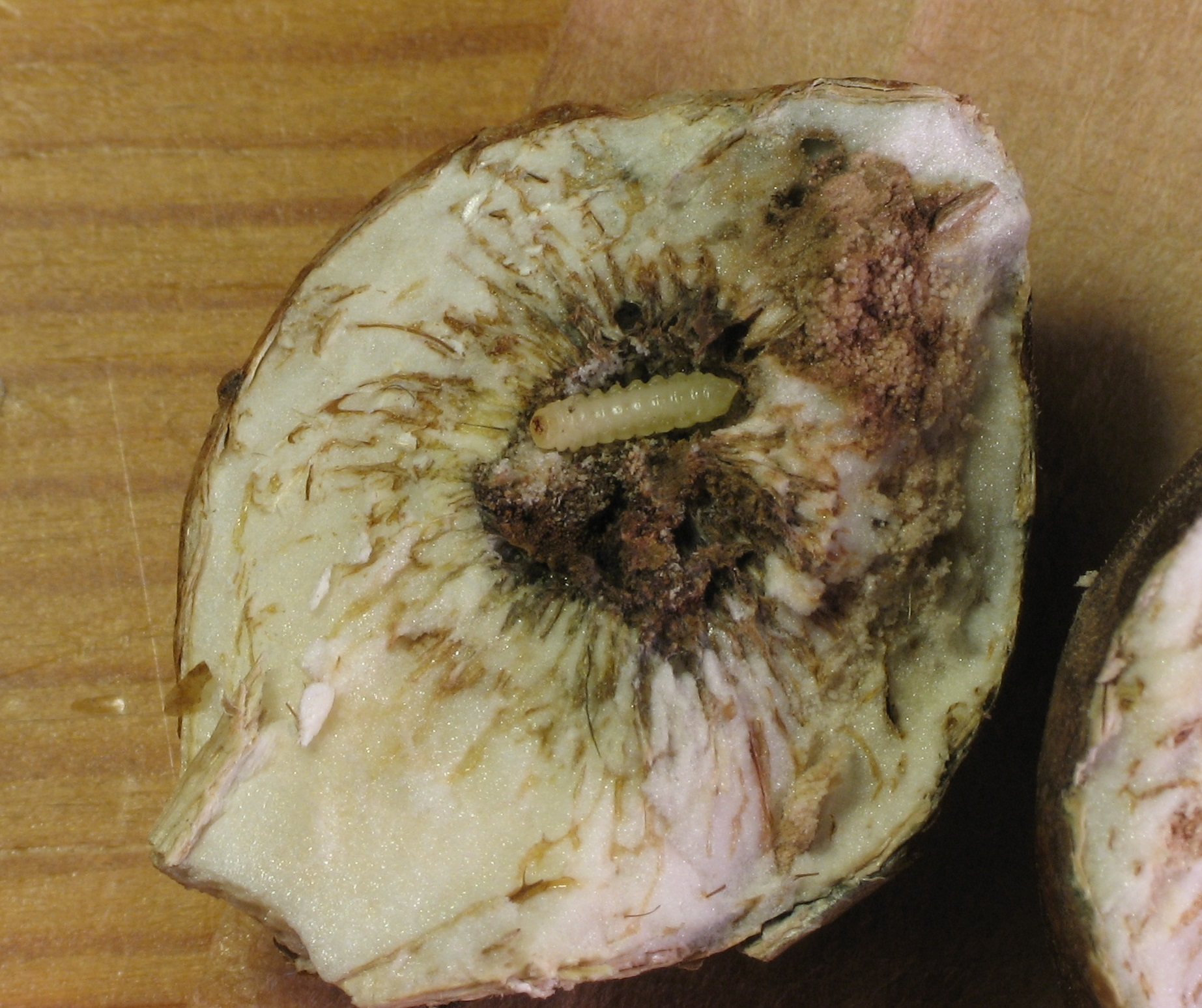